# NGC 1168
NGC 1168 è una galassia a spirale intermedia (barrata?) situata nella costellazione dell'Ariete, a una distanza di circa 362 milioni di anni luce dalla nostra Via Lattea.

## Scoperta
La galassia è stata scoperta il 1 ottobre 1864 dall'astronomo tedesco Albert Marth.

## Descrizione
NGC 1168 ha una classe di luminosità II e presenta una larga riga a 21 cm dell'idrogeno neutro.

## Supernova
Il 25 agosto 2001, all'interno di NGC 1168 è stata scoperta la supernova SN 2001dw dall'astronomo amatoriale scozzese Tom Boles. La supernova è stata classificata di tipo Ia.